# Mistigri (chanteuse)
Pour les articles homonymes, voir Mistigri.
Mistigri (née le 9 octobre 1927 à Stains et morte le 18 novembre 2015 à Paris) est une artiste française de la scène, du disque et de la télévision.
Mistigri est une interprète de la chanson française, considérée comme chanteuse de caractère. Mistigri est connue pour ses interprétations de la chanson réaliste française, de chansons populaires et poétiques, de chansons sur Paris.

## Biographie
Née Liliane Le Roger en 1927, elle est plus connue sous le nom de Mistigri, pseudonyme tout trouvé en 1958 par son époux, amoureux des chats, alors qu'elle s'apprête à enregistrer ses premiers disques et donner ses premiers tours de chant.
Elle est à la ville l'épouse du romancier et journaliste Gilbert Ganne (1919–2010).
Mistigri a commencé à chanter dans des cabarets parisiens (dans les quartiers de Pigalle, Montmartre, Montparnasse, etc.), dans les années 1960. Mistigri s'est produite sur scène dans des théâtres et lors de tournées nationales et internationales. Mistigri a également participé à de nombreuses émissions de radio et de télévision et a enregistré des scopitones, disques vinyles, des cassettes et des CD. En 2014, Mistigri se produit encore sur scène, accompagnée par son accordéoniste Michel Glasko, de nouveaux albums ont été récemment édités (notamment plusieurs EP édités par la BnF) et de nouveaux albums sont en préparation.

### Principaux faits marquants de sa carrière

#### Cabarets et scènes
- Le Jockey ;
- Le Parnasse ;
- La Villa d'Este (cabaret) ;
- Le Pigall's (revue Java mise en scène de Nicolas Bataille) ;
- Le Club des poètes (animé par Jean-Pierre Rosnay) ;
- Le Tire-Bouchon ;
- Le Poulailler ;
- Le Bourgogne ;
- Le Don Camilo ;
- L'Élysée Montmartre (revue) ;
- Cabaret du Château des Milandes (de Joséphine Baker) ;
- Théâtre de la Vieille Grille ;
- Ailleurs ;
- Ville de Paris, Hommage à La Commune (avec la Compagnie du Jardin des Abbesses) ;
- Le Garry's Champs-Élysées ;
- Le Bijou (1989 et 2007) ;
- Théâtre 14 Jean-Marie Serreau (Mistigri chante Mac Orlan et ses amis  ;accompagnée par Daniel Colin, 1992. Mistigri chante pour la Nuit blanche de Paris accompagnée par Patrice Mestral, 2003) ;
- La Belladone (2010) ;
- Le Café de Paris (accompagnée par Michel Glasko, 2012) ;
- Théâtre de l’Ile Saint-Louis Paul Rey (Mistigri chante L'Air de Paris accompagnée par Michel Glasko, mars et octobre 2014) ;
- L'Européen (invitée lors du spectacle du Cabaret ELM de Nagoya, accompagnée par Michel Glasko, Paris, novembre 2014).

...

#### Galas
- Alliance française, tournée internationale (Chansons des rues et des faubourgs; Espagne, Portugal, Irlande, Finlande, Inde, Suède, Royaume-Uni) ;
- Paquebot France ;
- Croisières en Méditerranée ;
- Château d'Auvers-sur-Oise, Spectacle Bruant - Voyage au temps des impressionnisistes, 1998)
- Le Ciel de Paris, restaurant de la Tour Montparnasse (Au ciel de Paris pour fêter Paris en chansons accompagnée par la formation de Daniel Colin, 2005).

Et Belgique, Pays-Bas (le Rembrandtplein), Luxembourg, Italie, Allemagne, Gabon...

#### Émissions de télévision françaises
- Douches écossaises et Au risque de vous plaire (émissions de Jean-Christophe Averty) ;
- Paris-Club (émission de Jacques Chabannes) ;
- Aujourd'hui Madame (émission d'Armand Jammot) ;
- Le Monde de l'accordéon ;
- Les Reines du Music-Hall (émission de Georges Barrier) ;
- La Joie de Vivre de Jean Yanne et La Joie de Vivre de Serge Reggiani (émissions d'Henri Spade) ;
- La Chance aux chansons (émissions de Pascal Sevran) ;

...
Depuis le 28 février 1957, date de son premier passage à la télévision, Mistigri a participé à près de cinquante émissions, avec Jean-Christophe Averty, Danièle Gilbert, Igor Barrère, Jean Nohain, Suzanne Gabriello, Jacqueline Joubert ou encore Pascal Sevran...

#### Émissions de radio françaises
Productrice et présentatrice de l'émission Boom et Boomerang (France Inter)
Productrice et présentatrice de l'émission Observons l'étiquette (invités: Joséphine Baker, Raymond Devos, Serge Gainsbourg..., France Inter)
Le Club des poètes (émission de Jean-Pierre Rosnay, France Inter)
...

#### Cinéma
Mistigri a aussi joué dans quelques films (sous son véritable patronyme), dont Un coup de rouge de Gaston Roudès, 1937, Il est un petit pays de René Leclère, 1937, Au royaume des cieux (aux côtés de Juliette Gréco et Serge Reggiani), de Julien Duvivier, 1949.

### Répertoire
Sous le ciel de Paris, Le P'tit Bal du samedi soir, Ah ! Le petit vin blanc, Les Forains, Rue de Lappe, Le Temps du tango, Nous Deux, La Fille de Londres, Mon Paris, Comme à Ostende, Mon Camarade, La chanson de Margaret, Du gris, Chambre 33...
Chansons de Jean Dréjac, Francis Lemarque, Pierre Mac Orlan, Léo Ferré, Jean-Roger Caussimon, Aragon, Aristide Bruant, Jacques Prévert...

## Discographie

### Disques 33 tours
- Mistigri Chante Bruant (Productions SIMM LP 30.237)
- Les Plus Grands Succès de Damia & Fréhel (double album) (Musidisc/Disques Festival Album 145)
- Chansons de Berthe Sylva (Les Tréteaux LP 6216)
- Sérénades de la Rue (Productions SIMM J.B. - LP 30.270)
- Chansons des Rues et des Faubourgs : réédition (1974) (Musidisc-Europe 30 CO 1321)
- Chansons des Rues et des Faubourgs (Musidisc-Europe 30 CV 1321)
- Chansons d'Hier... Succès d'Aujourd'hui vol. 2 (Les Tréteaux 6550)

#### Disques 33 tours (compilations divers artistes)
- Paris, Mistigri chante Rue de Lappe, Gosse de Paris, A Paris dans chaque faubourg, Mon Paris (Musidisc-Europe/Disques Festival Album 220)
- Paris-goualantes, Mistigri chante Rue de Lappe, La guingette a fermé ses volets (Véga 10.507/508)
- Mon phono chante l'amour, Mistigri chante Zaza
- L'armoire aux souvenirs, Mistigri chante La guingette a fermé ses volets (Véga 16015)
- Le juke box de papa, Mistigri chante La guingette a fermé ses volets, Le p'tit bal du samedi soir (Véga V 30 S 920)

### Disques 45 tours
- Java, La guingette a fermé ses volets (réédition) (Disque Saphir LDP 5.715)
- Les vendeurs de peaux d'lézard, À Suresnes (accompagnée par Jacques Lasry et son ensemble) (BAM EX 243)
- Au pont de Charenton, Fleur de pavé (accompagnée par Jacques Lasry et son ensemble) (BAM EX 228)
- Java, La guingette a fermé ses volets (accompagnée par Gilbert Roussel et son ensemble) (Véga V 45 P 2109)
- Les années folles : Zaza, J'ai peur de coucher tout'seule (BAM EX 257)
- Chambre 33, Je suis la femme (Duplessis 46501)

### CD
- 1993 : Mistigri chante Mac Orlan et ses amis (accompagnée par Daniel Colin) ( Inter Loisirs Disc 642131)
- 2007 : Chansons De France (Marianne Mélodie 021007)
- 2013 : Mes cahiers de chansons CD 8 : Mistigri (Marianne Mélodie 1821.347)
- 2015 : Mistigri : Chante Damia et Fréhel (Marianne Mélodie 9410.341)

#### CD (compilations divers artistes)
- Mon Phono Chante l'Amour, Mistigri chante Zaza (Marianne Melodie)
- Vive les Années folles, Mistigri chante Zaza (Marianne Melodie 5313.242)
- 100 chansons rétro sexy : À faire dresser l’oreille…, Mistigri chante J’ai peur de coucher toute seule (Marianne Melodie 3296.340)
- Le Paris d'Aristide Bruant, Mistigri chante À la Goutte d'Or, L'homme (Epm)

### EPs numériques
2014 : dans la collection Chanson Française et Francophone de la BnF :
- Mistigri, no. 3
- Java
- Les vendeurs de peaux d'lézard
- Au pont de Charenton

### Scopitones
Scopitones de Mistigri réalisés entre 1961 et 1966 :
- Rue de Lappe (A-49)
- La plus bath des javas (A-114)
- Nini, peau de chien (A-229)
- La java bleue (A-320)

## Sources
Mistigri sur data BnF (et quelques albums répertoriés par data BnF)